# Giovanni Bignami
Pour les articles homonymes, voir Bignami.
Giovanni Fabrizio Bignami, né le 10 avril 1944 à Desio, en Italie, et mort le 25 mai 2017 à Madrid, en Espagne, est un astrophysicien et vulgarisateur scientifique italien.

## Biographie
Du 16 mars 2007 au 1er août 2008, il fut président de l'Agence spatiale italienne (ASI). En 2010, il devint le premier Italien à présider le Committee on Space Research (COSPAR) ; il le fera jusqu'en 2012. Du 10 août 2011 au 16 octobre 2015, il fut président de l'Institut national d'astrophysique (INAF). Il fut président du conseil d'administration du Square Kilometre Array (SKA) jusqu'à sa mort. Il était membre de l'Académie de l'Air et de l'Espace. 
Son épouse est Patrizia Caraveo (en).

#### Article
- (it) Luca Fraioli, « Morto Giovanni Bignami, astrofisico e divulgatore » [« Mort de Giovanni Bignami, astrophysicien et vulgarisateur »], La Repubblica,‎ 25 mai 2017 (lire en ligne, consulté le 25 mai 2017)